# Barbro Runefelt-Taltavull
Barbro Margareta Runefelt-Taltavull, född 18 maj 1938 i Stockholm, är en svensk målare och tecknare.
Hon är dotter till ritaren Gösta Runefelt och Margareta Egnér och från 1961 gift med den spanske konstnären Francesc Taltavull. Efter några års studier för Idun Lovén vid Stockholms målarskola i slutet av 1950-talet studerade hon vid avdelningen för dekorativt måleri vid Konstfackskolan 1960–1963 och Högre konstindustriella skolan 1965–1966. Hon genomförde längre studieresor till Spanien 1963 och 1966. Separat har hon ställt ut i bland annat Stockholm och Västerås. Hon medverkade i Liljevalchs Stockholmssalonger och i Nationalmuseums Unga tecknare några gånger på 1960-talet och hon har medverkat i ett flertal jurybedömda samlingsutställningar samt utställningar arrangerade av Spånga konstförening. Bland hennes större arbeten märks en takmålning för ett direktionsrum för ett företag i Stockholm och en väggmålning vid Huddinge sjukhus. Hennes konst består av skiftande motiv utförda i olja, emalj, teckning och som glasmålningar. Runefelt-Taltavull är representerad vid Gustav VI Adolfs samling, Stockholms stad samt några kommuner och landsting.